# Holotrichia sculptifrons
Holotrichia sculptifrons är en skalbaggsart som beskrevs av Frey 1973. Holotrichia sculptifrons ingår i släktet Holotrichia och familjen Melolonthidae. Inga underarter finns listade i Catalogue of Life.